# The Mirror Conspiracy
A The Mirror Conspiracy egy 2000-ben megjelent Thievery Corporation lemez.

## Számlista
| #   | Cím                   | Közreműködők | Hossz |
| --- | --------------------- | --- | ----- |
| 1.  | Treasures             | Brother Jack (ének), Roberto Berimbao (ütőhangszerek)                                                                          | 2:24  |
| 2.  | Le Monde              | LouLou Ghelichkhani (ének), Chris Vreinos (gitár)                                                                              | 3:11  |
| 3.  | Indra                 | | 5:22  |
| 4.  | Lebanese Blonde       | Pam Bricker (ének), Rob Myers (szitár), Rick Harris (horn), Roberto Berimbao (ütőhangszerek)                                   | 4:48  |
| 5.  | Focus on Sight        | SEE-I (ének), Desmond Williams (gitár)                                                                                         | 3:47  |
| 6.  | Air Batucada          | Pam Bricker (ének) | 4:46  |
| 7.  | Só com você           | Bebel Gilberto (ének) | 2:47  |
| 8.  | Samba Tranquille      | | 3:06  |
| 9.  | Shadows of Ourselves  | LouLou Ghelichkhani (ének), Chris Vreinos (gitár), Desmond Williams (billentyűs hangszerek), Mike Thomas és Zack Grady (horns) | 3:37  |
| 10. | The Hong Kong Triad   | Chris Vreinos (gitár) | 3:01  |
| 11. | Illumination          | | 4:38  |
| 12. | The Mirror Conspiracy | Pam Bricker (ének), Roberto Berimbao (ütőhangszerek)                                                                           | 3:45  |
| 13. | Tomorrow              | | 3:43  |
| 14. | Barrio Alto           | Ramon Gonzalez (gitár) | 3:54  |
| 15. | A Guide for I and I   | Plejah (ének) | 3:58  |